# Нейтральная частица
Нейтральная частица — элементарная частица, не имеющая электрического заряда.
К нейтральным частицам, относятся, например, фотон, нейтрон, нейтрино.
Нейтральные частицы могут иметь, однако, магнитный момент и электрические моменты высшей мультипольности, например, квадрупольный момент.

## Истинно нейтральные частицы
Частица называется истинно нейтральной, если она совпадает со своей античастицей. Примером такой истинно нейтральной частицы является фотон. Нейтрон или нейтрино имеют соответствующие античастицы — антинейтрон и антинейтрино, отличные от самих частиц. Поэтому они не могут быть охарактеризованы, как истинно нейтральные.

## Стабильные или долгоживущие нейтральные частицы
Долгоживущие нейтральные частицы трудно детектировать, поскольку они не ионизируют атомы. Это означает, что они, в отличие от заряженных частиц, не оставляют треков ионизированных частиц в трековых детекторах. Примеры таких частиц включают:
- Нейтроны
- Другие нейтральные барионы такие как Ξ0
 и Λ0
- Нейтральные мезоны такие как π0
 и K0
- Нейтрино